# Antoni Ramatowski
Antoni Ramatowski (ur. w 1890 roku w Chorzelach w powiecie łomżyńskim – zm.?) – poseł na Sejm Ustawodawczy (1919–1922) ze Związku Sejmowego Ludowo-Narodowego, od sierpnia 1919 roku Narodowego Zjednoczenia Ludowego, rolnik. 
Członek Rady Gminnej w Przytułach, kółka rolniczego i Polskiej Macierzy Szkolnej.